# Williamsport, Maryland
Williamsport är en kommun (town) i Washington County i den amerikanska delstaten Maryland med en folkmängd, som uppgår till 2 083 invånare (2020).